# David Pratt (homme politique)
Pour les articles homonymes, voir David Pratt et Pratt.
David Pratt (né le 3 janvier 1955 à Ottawa) est un homme politique canadien. Il est député de la circonscription de Nepean—Carleton de 1997 à 2004. Il est président du Comité permanent de la défense nationale et des affaires des anciens combattants de 2001 à 2003 et il est envoyé spécial pour le ministre des Affaires étrangères en Sierra Leone.
Pratt est le 36e ministre canadien de la Défense nationale du 12 décembre 2003 au 19 juillet 2004. Pendant l'élection fédérale canadienne de 2004, il est battu par Pierre Poilievre, le candidat conservateur, ce qui oblige son départ comme ministre de la défense.